# 유리 가가린
유리 알렉세예비치 가가린(러시아어: Ю́рий Алексе́евич Гага́рин, 1934년 3월 9일~1968년 3월 27일)은 소련의 우주비행사, 군인으로, 1961년 4월 12일에 인류로서는 최초로 보스토크 1호을 타고 지구 궤도를 도는 우주 비행을 하였으며, 6번이나 우주 비행에 성공하였다.
가가린은 그 공적으로 각국으로부터 메달을 수상하였다. 1968년 3월 27일, 7번째 우주비행 훈련 중 추락 사고로 사망했다.

## 어린 시절
가가린은 1934년 3월 9일 소련의 크루시노(현재 스몰렌스크주 가가린스키 군 크루시노)에서 3남 1녀 중 셋째로 태어났다. 그의 아버지 알렉세이 이바노비치 가가린은 목수였고 어머니 안나 티모페예브나는 낙농업자로 부모님 모두 집단 농장에서 일했다.
1941년 10월 18일 나치 독일군이 크루시노를 점령했고 학교를 불태워 가가린은 더 이상 학교에 다닐 수 없었다. 나치는 식량을 보충하기 위해 마을 주민들에게 농장일을 강요하였고 이를 거부한 사람들은 구타를 당하거나 그자츠크에 설치된 강제 수용소로 보내졌다. 가가린의 집은 독일 장교에게 빼앗겼고 가족들은 독일군이 철수하기까지 21개월 동안 집 뒤에 진흙으로 오두막을 지어 생활했다. 독일 병사 중 한 명이 막내 동생 보리스를 스카프로 사과나무에 매달려고 하자 이에 분노한 가가린은 탱크 배터리에 흙을 붓고 독일군이 사용하는 화학물질들을 무작위로 섞어버리는 등 병사들의 일을 방해했다. 1943년 초, 독일군은 노동력이 부족하자 가가린과 형 발렌틴을 강제로 폴란드로 보내려 하였다. 그러나 두 형제는 탈출에 성공하고 자신들을 발견해준 소련군을 도왔다. 1945년 전쟁이 끝날 때까지 집으로 돌아가지 않아 가족들은 두 형제가 모두 죽었다고 생각했었다.

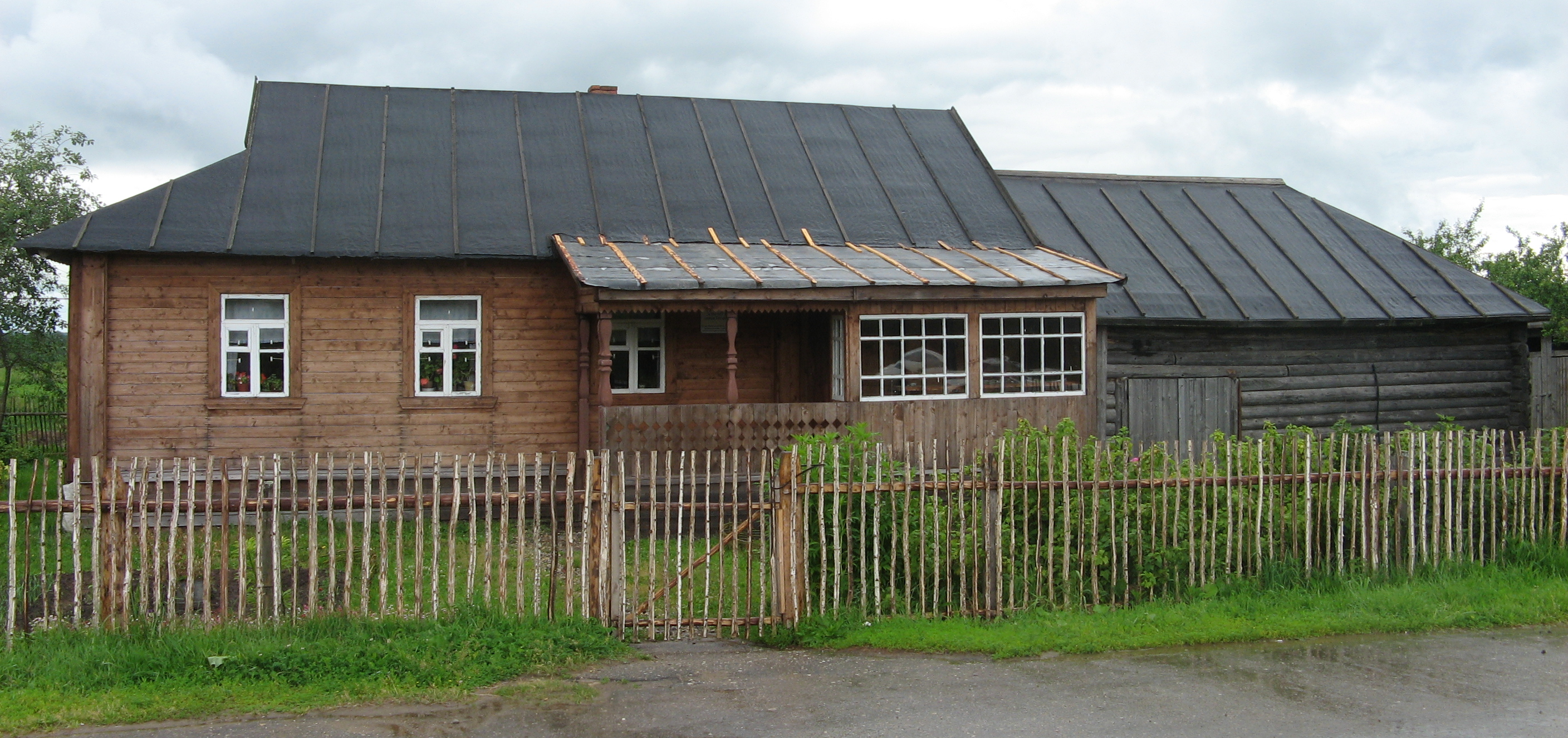
가가린 가족이 크루시노 마을에 살때 살던 집

1946년 그가 12살이 되던 해, 유리 가가린의 가족은 그자츠크로 이주하였다. 가가린은 당시 마을에 한 젊은 여성이 자원해 세워진 조잡한 학교를 다녔는데 수학과 과학을 가르치기 위해 새로 온 선생님이 전직 러시아 비행사였다. 함께 모형 비행기를 만들면서 비행 공예에 매료되었고 전쟁 중 야코블레프 전투기 추락 사고가 발생하자 비행기에 대한 관심이 고조되었다.

## 공군 생활
1950년 그가 16살이 되었을 때는 모스크바주 류베르치에 있는 철강 공장에서 주물공으로 견습생 생활을 시작했고 지역에 있던 청년 노동자들을 위한 직업학교에 등록하였다. 7학년의 과정을 마친 후 가가린은 주형 제작 및 주조 공장 작업에서 우수한 성적으로 졸업하고 사라토프의 산업 기술 학교에 선발되어 트랙터를 공부했다. 사라토프에서 지내는 동안 지역에 있던 비행 클럽에서 비행 훈련을 받기 위해 소련 공군 사관생도로 자원했고 복엽기와 야코블레프 Yak-18을 조종하게 되었다.

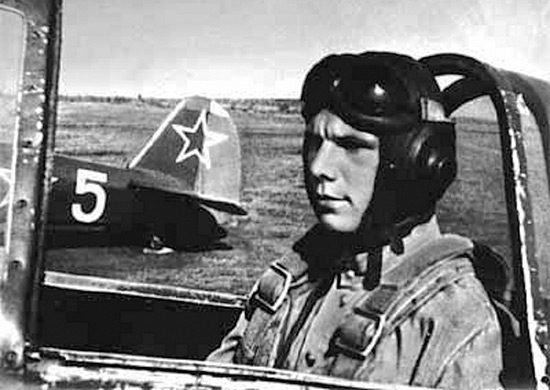
사라토프 비행클럽의 공군생도시절 가가린

1957년 11월 5일, 가가린은 166시간 47분의 비행시간을 가진 소련 공군 소위로 임관했다. 무르만스크주의 노르웨이 국경 근처의 루오스타리 공군 기지로 배치되어 북부 함대에서 2년간 복무하였다. 1959년 7월 7일 그는 3급 군사 조종사로 임명되었고 1959년 10월 6일 루나 3호 발사 이후 우주 탐사에 대한 관심을 표명한 후, 바부시킨 중령의 승인을 받아 그가 제안한 소련 우주 프로그램을 추진하게 되었는데 이때 그는 265시간의 비행시간을 축적한 상태였다. 그리고 다음 달 11월 6일 중위로 진급하였다.

## 소련 우주 프로그램(보스토크 프로그램)

### 선발과 훈련
가가린의 보스토크 프로그램 선발 테스트는 소련 육군 의료국의 콘스탄틴 표도로비치 보로딘 소장이 이끄는 중앙 비행 의료 위원회에 의해 진행되었다. 가가린은 모스크바에 있는 중앙 항공 과학 연구 병원에서 우사노프 대령의 지휘 하에 신체 및 심리 검사를 받았는데 당시 명시된 신체 기준은 25세에서 30세 사이의 나이, 72kg 이하의 몸무게, 1.70m 이하의 키였다. 154명의 조종사 중 29명이 군의관의 승인을 받았고 이 중 20명이 정부에게 자격을 증명받아 승인되었다. 1960년 3월 15일 모스크바 시내에 있는 호딘카 비행장에서 훈련을 시작했고 4월에는 사라토프주에서 낙하산 훈련을 시작하여, 각각 육지와 해상에서 저고도와 고공에서 약 40~50회의 점프를 완료했다.
가가린은 동료들에게 매우 신임받는 후보였는데 자신을 제외한 다른 사람을 뽑는 익명 투표에서 3표를 제외한 모든 표를 받았다고 한다. 동료 중 한명인 예브게니 흐루노프의 증언에 따르면 가가린은 매우 집중력 있고 도움이 필요할 때 큰 힘이 되는 동료라고 한다. 1960년 5월 30일, 가가린은 보스토크 프로그램의 첫 우주비행사로 선발된 뱅가드 식스 가속 훈련 그룹에 추가로 선발되었다. 그룹의 다른 멤버들로 아나톨리 카르타쇼프, 안드리안 니콜라예프, 파벨 포포비치, 게르만 티토프, 발렌틴 발라모프가 선발되었으나 카르타쇼프와 발라모프는 부상을 입어 흐루노프와 그리고리 넬류보프로 대체되었다. 가가린을 포함한 일부 멤버들은 어렸을 때 전쟁으로 인해 고등교육을 받지 못했기에 주코프스키 공군공업학교에서 통신과정 프로그램을 이수했다.
가가린은 우주 비행사들의 신체적, 심리적 지구력을 시험하도록 설계된 실험의 후보가 되어 격리된 방에 갇혀 천천히 공기를 뿜어내는 산소 결핍 테스트와 열흘간 무반향실의 완전한 격리실험을 받았고 다가오는 비행을 위해 원심분리기에서 G-force 경험 훈련 등을 실시하였다. 실험을 진행한 한 소련 공군 의사는 가가린을 겸손하고, 높은 수준의 지적 발달을 지녔으며 구별 능력과 반응력이 뛰어나며 천체 역학, 수학 공식, 고등 수학 등에서 뛰어난 활용력을 보인다고 평가했다.
뱅가드 식스는 1961년 1월 36일 조종사 칭호를 부여받았으며 보스토크 프로젝트의 감독관인 니콜라이 카마닌 중장이 이끄는 특별 위원회에서 이틀간 시험을 치렀다. 위원회는 인류의 첫 보스토크 프로젝트의 임무에 대한 준비도를 기준으로 후보들의 순위를 매겼는데 가가린은 첫째 날의 면접과 둘째 날의 필기시험에서 모두 우수한 성적을 받아 가장 적합한 후보로서 1등을 차지했고 공동 2등으로 티토프와 넬류보프가 차지했다. 4월 8일 국무위원회 회의에서 카마닌은 가가린을 1차 조종사로, 티토프를 예비 조종사로 공식 선언하였으며 가가린이 발사 전 건강 이상 등의 문제가 생길 경우, 티토프가 1차 조종사를 대행하고 넬류보프가 예비 조종사를 대행하는 것으로 결정되었다.

### 보스토크 1차 비행

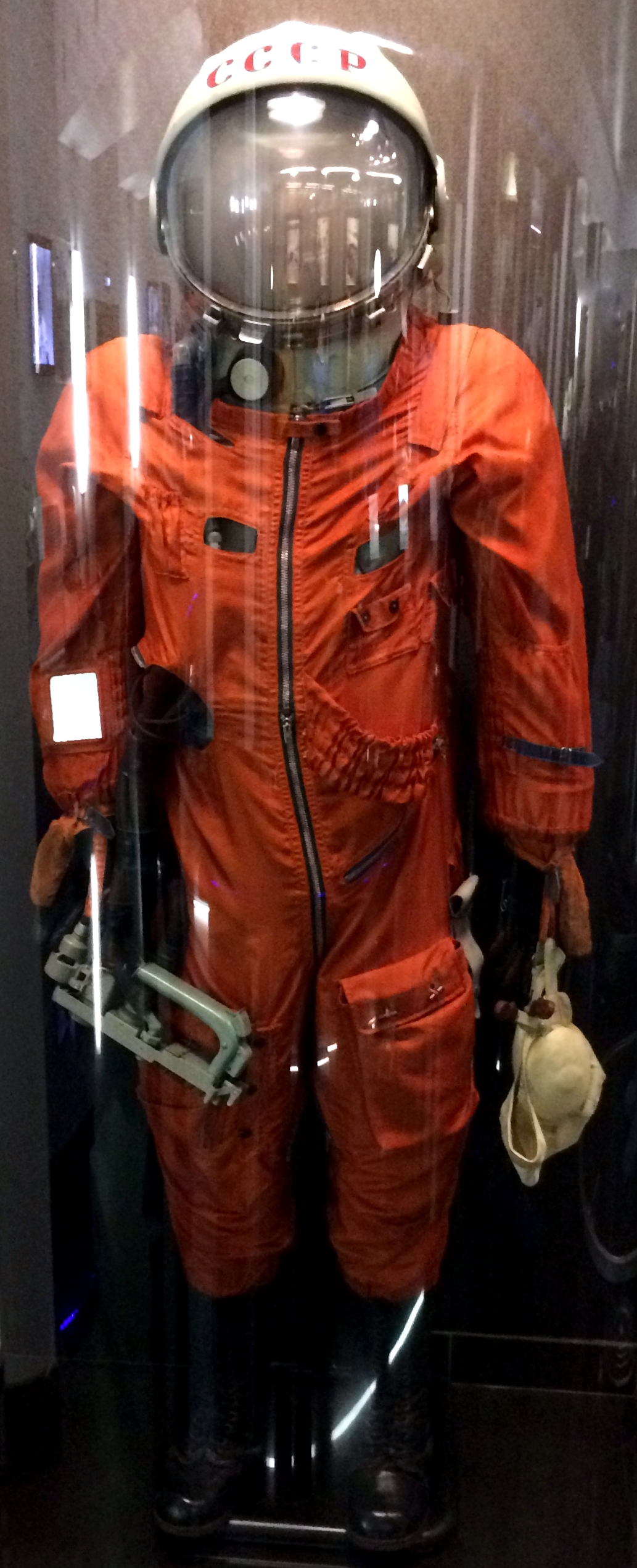
보스토크 1차 비행 가가린의 우주복

1961년 4월 12일 오전 6시 7분에 보스토크 3KA-3 우주선이 바이코누르 우주기지에서 발사되면서 가가린은 호출 부호 Kedr(히말라야 삼목)를 이용해 우주에 진입한 최초의 인간이 되었다.
"무중력 상태는 지구의 상황과 비교했을 때 다소 생소했습니다. 여기서는 스트랩을 매고 수평으로 매달린 듯한 느낌을 받을 수 있습니다."고 가가린은 비행 후 보고서에서 말했다. 같은 해 출간된 자서전에도 재입국 할 때 '조국은 듣고, 조국은 알고 있다'라는 곡을 불렀다고 적었다. 가가린은 비행 중 소령으로 진급했다.
약 7,000 미터 상공에서 가가린은 계획대로 하강 캡슐에서 탈출하여 낙하산을 이용해 착륙했다. 가가린의 우주 비행 기록은 FAI에 의해 인증 및 재확인되었고, FAI는 규정을 개정했으며, 조종사의 안전한 발사, 궤도 및 귀환을 위한 주요 단계가 달성되었음을 인정했다. 가가린은 지구 궤도를 선회한 최초의 인간으로 국제적으로 인정받고 있다.

### 보스토크 1차 비행 이후
가가린의 비행은 소련 우주 프로그램의 성공이었고, 그는 소비에트 연방과 동구권의 국가적 영웅이자 세계적인 유명인사가 되었다. 전 세계의 신문들은 가가린의 비행에 대한 내용으로 가득찼고 가가린은 모스크바의 거리를 지나 크렘린궁까지 가는 긴 행렬에 호위되었고, 호화로운 연회에서 니키타 흐루쇼프에게 소련의 영웅 칭호를 수여받았다. 소련의 다른 도시들도 대규모 시위를 벌였는데, 그 규모는 제2차 세계 대전 승리 퍼레이드에 버금가는 규모였다.
가가린은 능숙한 공인으로서 명성을 얻었고 카리스마 넘치는 미소로 유명했다. 가가린은 보스토크 1호 미션을 마치고 3개월 만에 영국 런던과 맨체스터를 방문했다. 맨체스터에 있는 동안 폭우에도 불구하고 환호하는 관중들이 그를 볼 수 있도록 우산을 거부하고 자신이 타고 있는 컨버터블 자동차의 지붕을 열어 서 있었다. 가가린은 비행 후 약 30개국의 초청을 받아 해외 순회공연을 했다. 그의 인기는 미국 대통령 존 F. 케네디가 가가린의 인기로 인한 미국 방문을 막을 정도였다.
1962년 가가린은 소련 공산당 중앙위원회 부대표로 선출되었고 소련 공군의 중령으로 진급했으며 1963년 11월 6일 대령으로 진급했다. 12월 20일에는 우주비행사 훈련 시설의 부훈련 책임자가 되었다. 2년 후, 그는 소비에트 연방의 대의원으로 재선되었지만 이번에는 입법부의 상원인 연방 소비에트에 선출되었다. 이듬해 그는 전투기 조종사 자격을 다시 얻어 5년 만에 친구 블라디미르 코마로프의 소유스 1호 예비 조종사가 되었다. 가가린은 체중이 늘고 비행 기술이 악화되었기 때문에 카마닌은 가가린의 우주비행사 훈련 복귀에 반대했었다.
소유즈 1호의 발사는 추가적인 안전 예방이 필요하다는 가가린의 항의에도 불구하고 암묵적인 정치적 압력에 의해 서둘러 이루어졌다. 가가린은 발사 전에 코마로프와 동행하여 지상통제실에서 코마로프에게 여러 차례의 시스템 고장에 따른 지시를 전달했다. 그러나 결국 소유즈 1호는 낙하산이 펴지지 않아 추락했고, 코마로프는 그 자리에서 즉사했다. 소유즈 1호 추락 사고 이후 가가린은 우주 비행 훈련과 참가를 영구히 금지당했다. 그는 또한 비행기의 단독 비행에 대하여 금지당했는데, 이는 그가 힘들게 끌어올린데 반한 강등이었다. 그는 비행 훈련을 재개할 수 있을 것이라는 약속과 함께 학업에 전념하기 위해 일시적으로 면직되었다. 1968년 2월 17일, 가가린은 우주 비행기의 공기역학적 구성에 관한 자신의 논문을 성공적으로 발표했고, 주코프스키 공군 공학 아카데미에서 우등으로 졸업했다.

## 사망
가가린은 비행 교관 블라디미르 세료긴과 함께 1968년 3월 27일 키르자흐 근처에서 미코얀구레비치 MiG-15의 시험 비행 훈련 중에 연습기 추락으로 사망하였다. 가가린과 세료긴의 시신은 화장되었고 그들의 재는 크레믈린 벽에 묻혔다. 추락 사고의 원인은 불분명하였기에 여러 음모론을 포함한 여러 이론의 주제가 되었다. 추락 사고에 대한 조사는 공군, 정부 공식위원회, KGB에 의해 최소한 세 번 실시되었다.
2003년 3월 기밀 해제된 KGB의 보고서는 공군기지 요원의 행동이 추락에 기여했다고 지적하며 다양한 음모론들을 일축했다. 보고서에 따르면 항공 교통 관제사가 가가린에게 부정확한 기상 정보를 제공했으며 비행 당시 상태가 크게 악화됐다고 밝혔다. 또한 지상 승무원들은 가가린의 비행 계획에 필요 없었던 외부 연료 탱크를 항공기에 부착했다. 조사 결과 가가린의 항공기는 새의 충돌 또는 다른 항공기를 피하려는 갑작스러운 움직임으로 인해 회전에 돌입하였고 부정확한 기상정보 때문에 승무원들은 당시 고도를 더 높게 판단하여 적절한 대응을 하지 못한 것으로 보인다. 2005년 최초 충돌 조사관이 제안한 또 다른 이론은 승무원이나 이전 조종사가 실수로 실내 공기 통풍구를 열어두고 산소 결핍으로 이어져 승무원이 항공기를 제어할 수 없게 되었다는 가설이다. 이와 유사한 이론으로, 에어 앤 스페이스 잡지에 게재되었는데, 승무원들이 개방된 환풍구를 감지하고 낮은 고도로 급강하하여 절차를 따랐으나 급강하로 인해 의식을 잃고 추락했다는 것이다.
2007년 4월 12일, 구 소련 정부는 가가린의 죽음에 대한 새로운 조사에 거부권을 행사했다. 정부 관계자들은 새로운 조사를 시작할 이유가 없다고 말했다. 1968년에 공산당 중앙위원회가 이 사고를 조사하기 위해 설치한 위원회의 문서는 2011년 4월에 기밀 해제되었다. 이 문서에 따르면 가가린이나 세료긴이 기상 관측 기구를 피하거나 "구름 덮개의 첫 층의 상한선 진입"을 피하기 위해 급작스럽게 움직여서 제트기를 "초임계 비행 체제"로 만들고 복잡한 기상 조건에서 정지시켰다는 결론을 내렸다고 밝혔다.

## 상훈

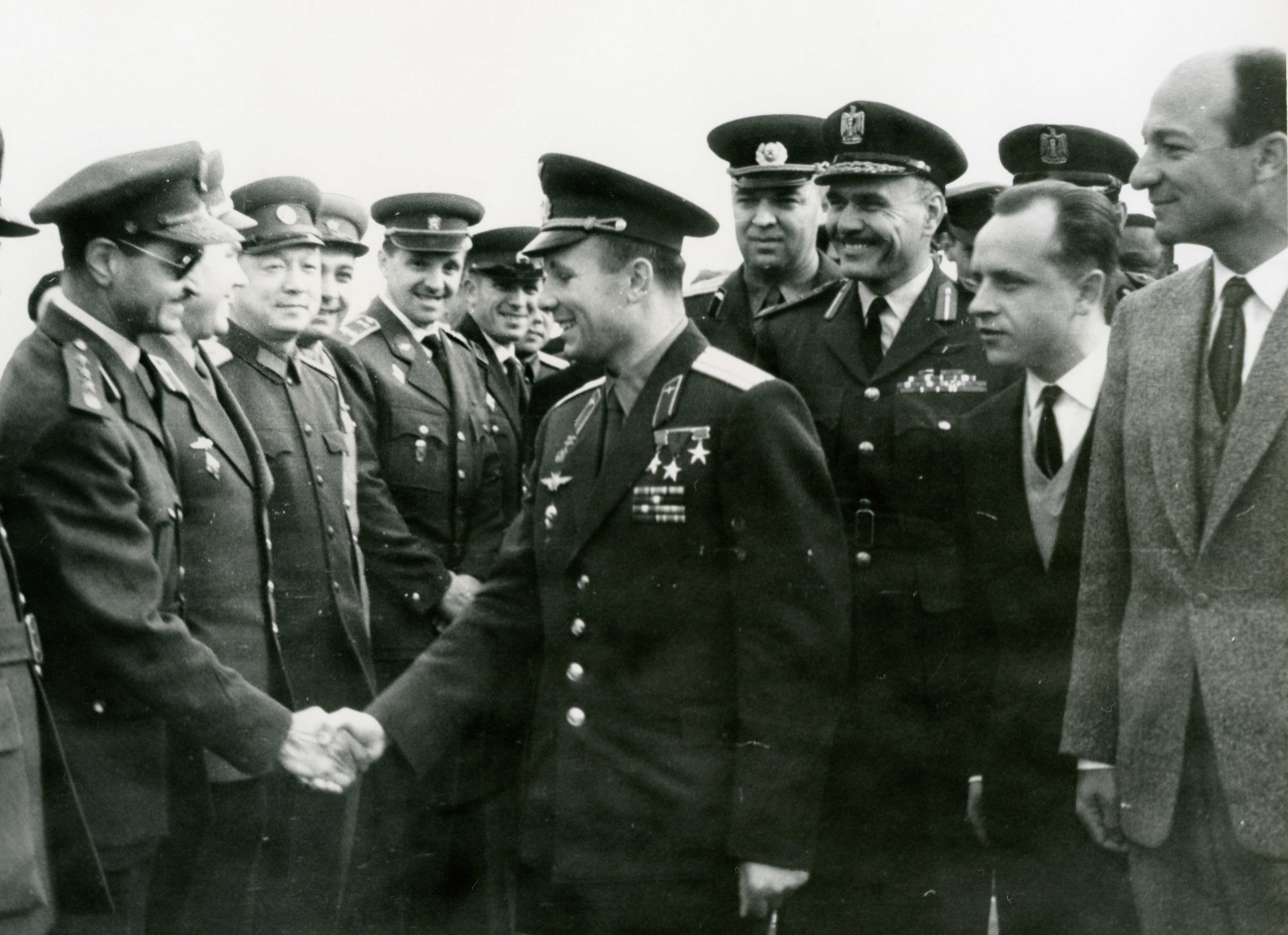
이집트,1962

1961년 4월 15일, 소련 과학 아카데미는 가가린에게 러시아 우주 항공학의 선구자의 이름을 딴 콘스탄틴 치올콥스키 금메달을 수여했다. 가가린은 또한 그의 경력 동안 4개의 소련 기념 메달을 받았다.
1961년 4월 29일 체코슬로바키아 사회주의 노동영웅 칭호를 받았으며, 같은 해 4월 29일 사회주의 노동영웅 칭호를 받았다. 7월 26일에는 쿠바 혁명의 시작 8주년을 맞아 쿠바의 오스발도 도르티코스 대통령에게 새로 만들어진 플라야 지론 훈장을 수여받았다.
가가린은 또한 1960년 스위스 에로나우티크 국제 페데레이션으로부터 1960년 골드 에어 메달과 1961년 데 라 폴크스 메달을 받았다. 그는 그 해 인도네시아 공화국의 별(2등급), 폴란드 그룬발트 십자 훈장(1등급), 헝가리 국기 훈장, 베트남 민주 공화국 노동영웅상, 이탈리아 콜럼버스 훈장 등 다른 나라들로부터 수많은 상을 받았다. 1961년 8월 2일 브라질의 대통령 Jánio Quadros에게 사령관 등급의 항공 훈장을 받았고, 1962년 1월 말 이집트 순방 중에 가가린은 나일강 훈장과 카이로의 황금 열쇠를 받았다. 1963년 10월 22일 가가린과 발렌티나 테레시코바는 독일 민주 공화국으로부터 카를 마르크스 훈장을 받았다.

## 헌사
가가린의 우주 비행 날짜인 4월 12일은 기념되었다. 1962년부터 소련과 옛 영토 대부분에서 우주 비행사의 날로 기념되고 있다. 2000년부터, 우주 탐험의 이정표를 기념하기 위해 국제적인 기념 행사인 유리의 밤이 매년 열리고 있고 2011년, 국제 연합에 의해 국제 우주 비행의 날로 지정되었다.
많은 건물들과 장소들이 가가린의 이름을 따서 명명되었다. 1968년 4월 30일, 스타시티에 유리 가가린 우주비행사 훈련 센터라는 이름이 붙여졌다. 스푸트니크 1호와 보스토크 1호가 발사된 바이코누르 우주 기지의 발사대는 현재 가가린의 시작점으로 유명하다. 세바스토폴에 있는 가가린 라이온은 소련 시절 그의 이름을 따서 명명되었다. 러시아 공군사관학교는 1968년에 가가린 공군사관학교로 개칭되었다. 폴란드 바르샤바의 한 거리는 유리 가가린 거리라고 불리며 1961년 아르메니아 가가린이라는 마을이 그의 이름을 따서 개칭되었다.
가가린은 우주비행사와 천문학자들로부터 기려졌다. 1969년 미국 우주 프로그램의 아폴로 11호 임무 동안, 우주비행사 닐 암스트롱과 버즈 올드린은 달 표면에 가가린과 코마로프를 기념하는 메달이 담긴 기념 책가방을 남겼다. 1971년, 아폴로 15호 우주비행사 데이비드 스콧과 제임스 어윈은 우주 경쟁에서 사망한 미국 우주비행사와 소련 우주비행사를 추모하기 위해 그들의 착륙 지점에 작은 폴른 우주비행사 조각상을 남겼다. 가가린은 1976년 뉴멕시코주 국제 우주 명예의 전당에 입성했다.

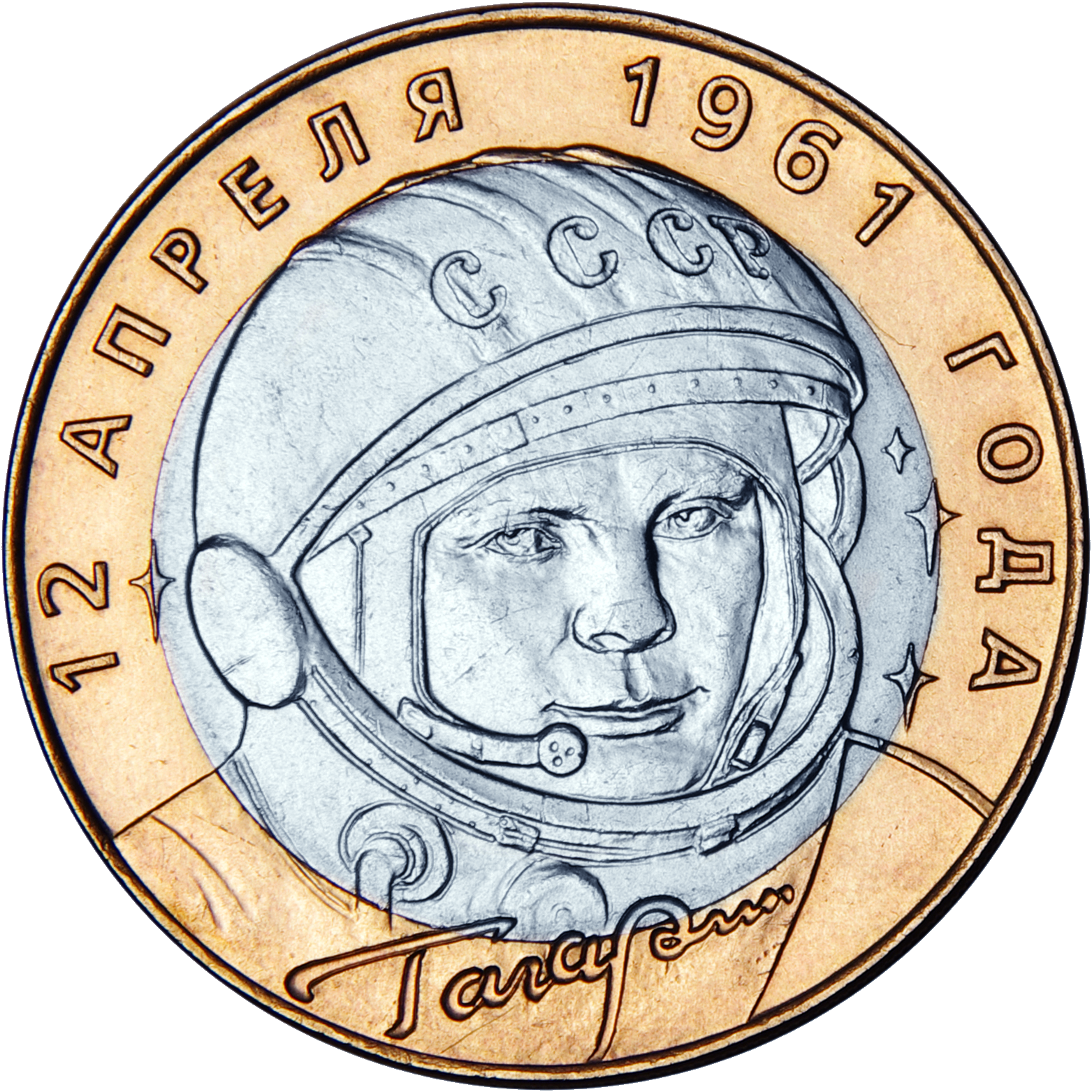
가가린 비행 40주년 기념주화

1981년에는 그의 비행 20주년을 기념하는 구리 니켈로 된 1루블 기념주화, 1991년에는 그의 비행 30주년을 기념하는 은으로 된 3루블 기념 주화가 발행되었다. 2001년에는 가가린의 비행 40주년을 기념하기 위해 러시아에서는 그의 모습이 새겨진 4개의 동전이 발행되었다. 2011년, 러시아는 그의 비행 50주년을 기념하여 금으로 된 1,000 루블 동전과 은으로 된 3 루블 동전을 발행했다.

## 참고 문헌
- Cavallaro, Umberto (5 October 2018). The Race to the Moon Chronicled in Stamps, Postcards, and Postmarks: A Story of Puffery vs. the Pragmatic. Chichester, UK: Praxis Publishing.
- Doran, Jamie & Bizony, Piers (2011). Starman: The Truth Behind the Legend of Yuri Gagarin (50th Anniversary ed.). London: Bloomsbury.
- Gagarin, Yuri; Denisova, N. & Borzenko, S. (1961). "Среда, 12 апреля" [Wednesday, 12 April]. In Kamanin, Nikolai & Novikova, L. (eds.). Дорога в космос [Road to Space] (in Russian). Moscow: Pravda. OCLC 30661794. Archived from the original on 15 March 2008. Retrieved 30 March 2008 – via TestPilot.ru.
- Gerovitch, Slava (24 July 2015). Soviet Space Mythologies: Public Images, Private Memories, and the Making of a Cultural Identity. Pittsburgh, PA: University of Pittsburgh Press.
- Hall, Rex D.; Shayler, David J. & Vis, Bert (2007). Russia's Cosmonauts: Inside the Yuri Gagarin Training Center. Chichester, UK: Praxis Publishing.
- Impey, Chris (13 April 2015). Beyond: Our Future in Space. New York: W. W. Norton & Company.
- Jenks, Andrew L (2013). The Cosmonaut Who Couldn't Stop Smiling: The Life and Legend of Yuri Gagarin. DeKalb, IL: Northern Illinois University Press.
- Lindsay, Hamish (11 November 2013). Tracking Apollo to the Moon. London: Springer. Archived from the original on 6 January 2021. Retrieved 10 June 2019.
- Moskvitch, Katia (3 April 2011). "Yuri Gagarin's Klushino: forgotten home of space legend". BBC News. Archived from the original on 4 April 2011. Retrieved 4 April 2011.
- Pervushin, Аnton (2011). 108 минут, изменившие мир: вся правда о полете Юрия Гагарина [108 minutes that changed the world: the whole truth about the flight of Yuri Gagarin] (in Russian). Moscow: Eksmo.
- Pocock, Philip (2012). "Look up! Art in the age of orbitization". In Geppert, Alexander C. T. (ed.). Imagining Outer Space: European Astroculture in the Twentieth Century. Palgrave Macmillan.
- Rodgers, Paul (3 April 2011). "Yuri Gagarin: the man who fell to Earth". The Independent. Archived from the original on 4 April 2011.
- Siddiqi, Asif A (2000). Challenge to Apollo: The Soviet Union and the Space Race, 1945–1974. Washington.

## 같이 보기
- 나라별 최초의 우주인
- 유리 가가린 우주비행사 훈련 센터(GCTC)